# (86) Sémele
(86) Sémele es un asteroide que forma parte del cinturón de asteroides y fue descubierto por Friedrich Tietjen el 4 de enero de 1866 desde el observatorio de Berlín, Alemania. Está nombrado por Sémele, un personaje de la mitología griega.

## Características orbitales
Sémele orbita a una distancia media del Sol de 3,115 ua, pudiendo acercarse hasta 2,462 ua y alejarse hasta 3,768 ua. Tiene una inclinación orbital de 4,82° y una excentricidad de 0,2097. Emplea 2008 días en completar una órbita alrededor del Sol.